# Pangai

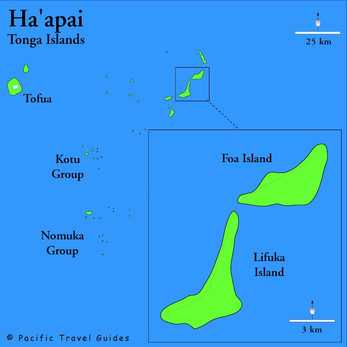
Ilhas Ha'apai, Pangai na costa oeste de Lifuka

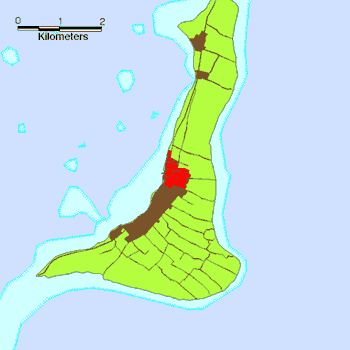
Localização de Pangai na Ilha Lifuka

Pangai é a capital administrativa do Grupo ʻ em Tonga .
A vila fica na costa oeste de Lifuka e tem uma população de 1.026 habitantes.
O centro da vila fica ao redor da Igreja Católica ( Siasi Katolika )  e da Holopeka Road perto do porto. Existem apenas algumas lojas e mercados e um banco.
Existem poucos locais históricos além de algumas igrejas, algumas casas e cemitérios em estilo colonial .

## Transporte
O Aeroporto Pilolevu da ilha ( Aeroporto da Ilha Lifuka, código IATA "HPA") está situado a cerca de 5 quilômetros ao norte de Pangai. o ii io ioio i ioio io ioi o
Há uma doca de balsas, chamada Terminal de Balsas de Pangai .

## História
A missionária metodista Shirley Waldemar Baker, que foi primeira-ministra de Tonga sob o rei George Tupou I, morreu em Pangai em 16 de novembro de 1903. Seu túmulo e monumento no cemitério ainda são uma atração turística.